# Thelma, impaciente
Thelma, impaciente  es el segundo capítulo de la cuarta temporada de la serie de televisión argentina Mujeres asesinas. Este episodio se estrenó el día 15 de enero de 2008.
Este episodio fue protagonizado por Ana María Picchio en el papel de asesina. Coprotagonizado por Norman Briski y Raúl Rizzo. Y las participaciones de Mariana Richaudeau y Marta Betoldi.

## Desarrollo

### Trama
Thelma (Ana María Picchio) está casada con Enrique (Norman Briski) un policía que cumple tareas administrativas en una comisaría. Ella vive obsesionada por su apariencia y por “las marcas” que el paso del tiempo va dejando sobre su cuerpo. A la vez, no tolera a su esposo, con quien prácticamente ya no tiene nada en común; de hecho, ni siquiera le atrae. Para “entregarse a la pasión” lo tiene a Julián (Raúl Rizzo) su amante desde hace muchos años. El problema surge cuando Enrique decide que es tiempo de jubilarse. Su salud se encuentra algo deteriorada y, para él, llegó el momento de dedicarse "a la casa (que se encuentra bastante abandonada) y a la familia". Para Thelma esta noticia es devastadora. No imagina compartir todo el día con su marido. Y menos si eso impide que se vea con Julián. La intolerancia y la ambición desmedidas llevarán al matrimonio a una situación límite que desencadenará en un trágico final. Thelma le dispara a su marido hasta matarlo.

### Condena
Julián denunció a Thelma, a quien la policía detuvo en su casa pocos minutos después del crimen. Thelma fue condenada a 12 años de prisión por homicidio agravado por el vínculo. Julián fue condenado a 2 años de prisión en suspenso.

## Elenco
- Ana María Picchio
- Norman Briski
- Raúl Rizzo
- Mariana Richaudeau
- Marta Betoldi

## Adaptaciones
- Mujeres asesinas (México): Thelma, impaciente - Ana Bertha Espín[1]